# Torneo Europeo di Qualificazione Olimpica FIBA 1992
Il Torneo preolimpico di pallacanestro maschile FIBA Europe 1992  fu disputato in Spagna dal 22 giugno al 5 luglio 1992. Mise in palio quattro posti per il torneo olimpico di Barcellona 1992. Qualificate per la manifestazione olimpica furono le nazionali di Lituania, Croazia, Comunità Stati Indipendenti e Germania

## Squadre partecipanti
| Gruppo A                                                            | Gruppo B                                                    | Gruppo C                                                       | Gruppo D                                                                                          |
| ------------------------------------------------------------------- | ----------------------------------------------------------- | -------------------------------------------------------------- | ------------------------------------------------------------------------------------------------- |
| - Cecoslovacchia - Slovenia - Turchia - Svezia - Bulgaria - Irlanda | - Francia - Israele - Italia - Lettonia - Polonia - Albania | - Germania - Croazia - Grecia - Romania - Portogallo - Islanda | - Lituania - Comunità degli Stati Indipendenti - Estonia - Paesi Bassi - Gran Bretagna - Ungheria |

## Turno preliminare

### Gruppo A
| Squadra        | Pt | G | V | P | PF  | PS  | Diff |
| -------------- | -- | - | - | - | --- | --- | ---- |
| Cecoslovacchia | 9  | 5 | 4 | 1 | 388 | 351 | +37  |
| Slovenia       | 9  | 5 | 4 | 1 | 435 | 346 | +89  |
| Turchia        | 8  | 5 | 3 | 2 | 389 | 342 | +67  |
| Svezia         | 7  | 5 | 2 | 3 | 366 | 365 | +1   |
| Bulgaria       | 7  | 5 | 2 | 3 | 334 | 347 | -13  |
| Irlanda        | 5  | 5 | 0 | 5 | 303 | 464 | -161 |

### Gruppo B
| Squadra  | Pt | G | V | P | PF  | PS  | Diff |
| -------- | -- | - | - | - | --- | --- | ---- |
| Italia   | 11 | 6 | 5 | 1 | 561 | 443 | +118 |
| Israele  | 11 | 6 | 5 | 1 | 538 | 407 | +131 |
| Francia  | 11 | 6 | 5 | 1 | 546 | 463 | +83  |
| Lettonia | 9  | 6 | 3 | 3 | 513 | 515 | -2   |
| Polonia  | 8  | 6 | 2 | 4 | 458 | 479 | -21  |
| Albania  | 7  | 6 | 1 | 5 | 428 | 582 | -154 |
| Svizzera | 6  | 6 | 0 | 6 | 415 | 570 | -155 |

### Gruppo C
| Squadra    | Pt | G | V | P | PF  | PS  | Diff |
| ---------- | -- | - | - | - | --- | --- | ---- |
| Germania   | 10 | 5 | 5 | 0 | 437 | 346 | +91  |
| Croazia    | 9  | 5 | 4 | 1 | 498 | 336 | +162 |
| Grecia     | 8  | 5 | 3 | 2 | 407 | 390 | +17  |
| Romania    | 7  | 5 | 2 | 3 | 402 | 413 | -11  |
| Portogallo | 6  | 5 | 1 | 4 | 307 | 449 | -142 |
| Islanda    | 5  | 5 | 0 | 5 | 354 | 471 | -117 |

### Gruppo D
| Squadra                           | Pt | G | V | P | PF  | PS  | Diff |  |
| --------------------------------- | -- | - | - | - | --- | --- | ---- |  |
| Lituania                          | 10 | 5 | 5 | 0 | 499 | 366 | +133 |  |
| Comunità degli Stati Indipendenti | 8  | 5 | 3 | 2 | 496 | 410 | +86  |  |
| Gran Bretagna                     | 7  | 5 | 2 | 3 | 365 | 414 | -49  |  |
| Estonia                           | 7  | 5 | 2 | 3 | 406 | 435 | -29  |  |
| Paesi Bassi                       | 7  | 5 | 2 | 3 | 407 | 445 | -38  |  |
| Ungheria                          | 6  | 5 | 1 | 4 | 364 | 467 | -103 |  |

## Tabellone finale
| Squadra                           | Pt | G | V | P | PF  | PS  | Diff |
| --------------------------------- | -- | - | - | - | --- | --- | ---- |
| Lituania                          | 14 | 7 | 7 | 0 | 680 | 570 | +110 |
| Croazia                           | 12 | 7 | 5 | 2 | 614 | 536 | +78  |
| Comunità degli Stati Indipendenti | 12 | 7 | 5 | 2 | 599 | 571 | +28  |
| Germania                          | 11 | 7 | 4 | 3 | 598 | 581 | +17  |
| Slovenia                          | 10 | 7 | 3 | 4 | 561 | 570 | -9   |
| Italia                            | 9  | 7 | 2 | 5 | 554 | 628 | -74  |
| Cecoslovacchia                    | 9  | 7 | 2 | 5 | 524 | 584 | -60  |
| Israele                           | 7  | 7 | 0 | 7 | 517 | 607 | -90  |